# Cuxhaven
Cuxhaven (njem. izgovor: [kʊksˈhaːfn̩]) neovisan je grad i sjedište okruga Cuxhaven u Donjoj Saskoj u Njemačkoj. U gradu se nalazi najsjevernija točka Donje Saske. Nalazi se uz obalu Sjevernog mora na ušću rijeke Labe. Njegove gradske četvrti Duhnen, Döse i Sahlenburg posebno su popularna mjesta za odmor na Sjevernome moru i dom oko 50 000 stanovnika. U Cuxhavenu se nalazi važno ribarsko pristanište i točka za registraciju brodova za Hamburg, a do 2008. i kanal Kiel. Turizam je također od velike važnosti.
Grad i njegov prethodnik Ritzebüttel pripadali su Hamburgu od 13. stoljeća do 1937. Otok Neuwerk, ovisan o Hamburgu, nalazi se sjeverozapadno od Cuxhavena u Sjevernom moru.
Simbol grada, poznat kao Kugelbake, negdašnji je kružni svjetionik. Drveni metak na ušću Labe označava granicu između rijeke i Sjevernog mora te također krasi gradski grb.

## Povijest
Ritzebüttel, danas dio Cuxhavena, pripadao je Zemlji Hadeln, najprije eksklavi mlađeg Vojvodstva Saske, a nakon njegove de facto dinastičke podjele 1296. vojvodstvu Saxe-Lauenburg uspostavljenu de jure 1260. Godine 1394. grad Hamburg osvojio je tvrđavu Ritzebüttel i učinio je svojim uporištem za zaštitu ušća rijeke Labe, koja taj grad povezuje s otvorenim morem.
Hamburg-Amerikanische Packetfahrt-Aktien-Gesellschaft (HAPAG) izgradio je veliki terminal prekooceanskih brodova u Cuxhavenu 1900. godine. Izravno povezan s Hamburgom namjenskom željezničkom linijom i stanicom, služio je kao glavno polazište za njemačke i europske emigrante do 1969. kada su putovanja prekooceanskim brodovima prestala. Raskošna dvorana za sastanke i pripadajuće zgrade preživjele su ratna oštećenja i mirnodopsku urbanu obnovu da bi bile obnovljene 1998. kao muzej i terminal za kruzere.
Dana 15. ožujka 1907. Cuxhaven je dobio status grada u pokrajini Hamburg. Godine 1937. postao je urbana četvrt regije Stade unutar pruske pokrajine Hannover. Godine 1972. neke općine susjednog ruralnog okruga Zemlje Hadeln uključene su u urbani okrug Cuxhaven. Godine 1977. Cuxhaven je izgubio status urbane četvrti i integriran je u novi ruralni okrug Cuxhaven gdje je postao glavnim gradom okruga.
Tijekom Prvoga svjetskog rata zračna baza Nordholz (u blizini Nordholza južno od Cuxhavena) sa svojim hangarima bila je jedna od glavnih postaja cepelina Njemačke carske mornarice. Na Božić 1914. napali su ga hidroavioni Kraljevske mornarice u napadu na Cuxhaven. Kasnije je postao strateški važan grad jer su se njemačke vlasti i civili bojali da će biti mjestom savezničke invazije.
U Drugome svjetskom ratu u gradu je bila baza radiomreže Wehrmachta kodnog naziva BROWN koja je odašiljala podatke o razvoju eksperimentalnog oružja uključujući raketnu tehniku. S ove lokacije posljednja ratna šifrirana poruka ENIGMA odaslana je 7. svibnja 1945. Izvještavala je o dolasku britanskih trupa i završava sljedećim riječima: Zatvaranje zauvijek – sve najbolje – doviđenja.
Između 1945. i 1964. Hermann-Oberth-Gesellschaft izvodio je razne civilne raketne pokuse u blizini grada.

## Turizam
Počeci turizma sežu u 1816. godinu kada je u Cuxhavenu osnovano ljetovalište. Od 1964. Cuxhaven je državno priznato odmaralište (Seeheilbad) i središte takozvane turističke regije Cuxland.

## Geografija i kultura
Cuxhaven ima oceansku klimu (po Köppenu: Cfb).
Otok Neuwerk nalazi se 8 km od obale Cuxhavena. Za vrijeme oseke voda se toliko povuče da se do otoka može doći pješačenjem po blatnjavoj ravnici ili konjskom zapregom.
Moderna je znamenitost Cuxhavena toranj Friedrich-Clemens-Gerke, javnosti nedostupan telekomunikacijski toranj izgrađen od betona. To zapravo nije gradska znamenitost jer mnogi gradovi u Njemačkoj imaju slične tornjeve.

## Bratimljeni gradovi
Cuxhavenovi bratimljeni gradovi jesu:
- Binz, Njemačka (1990)
- Hafnarfjörður, Island (1988)
- Penzance, Engleska, Ujedinjeno Kraljevstvo (1967. – 1974., 2009. – danas)
- Sassnitz, Njemačka (1990.)
- Vannes, Francuska (1963.)

## Značajne ličnosti
- Carsten Niebuhr (1733. – 1815.), matematičar, kartograf i istraživač[9]
- Joachim Ringelnatz (1883. – 1934.), pjesnik, kabaretist, slikar
- Francis Dutton CMG (1818. – 1877.), sedmi premijer Južne Australije
- Anna Strohsahl (1885. – 1953.), prva gradska vijećnica u Cuxhavenu
- Curt Rothenberger (1896. – 1959.), odvjentik i nacistički političar
- August Dieckmann (1912. – 1943.), dobitnik Viteškog križa Željeznog križa
- Rainer Feist (1945. – 2007.), admiral, zamjenik vrhovnog zapovjednika savezničkih snaga u Europi (DSACEUR) NATO-a
- Stefanie Schneider (1968. – ), fotografkinja, umjetnica
- Volker Neumüller (1969. – ), glazbeni menadžer i bivši član žirija DSDS-a
- Constantin Schreiber (1979. – ), novinar i pisac.

### Šport
- Jochen Fraatz (1963. – ), rukometaš, član nacionalnoga tima, dobitnik srebrne medalje na Ljetnim olimpijskim igrama 1984.
- Gunnar Sauer (1964. – ), nogometaš, odigrao 303 utakmice
- Lena Petermann (1994. – ), nogometašica, odigrao preko 170 utakmica i 22 za Njemački ženski nacionalni nogometni tim.